# Jackson Soloist
A Jackson Soloist é um modelo de guitarra elétrica da Jackson Guitars oficialmente produzidas desde 1984 (protótipos foram disponibilizados no início de 1980). A Jackson era essencialmente a pioneira do projeto "Superstrat".  O projeto total começou como uma superstrat, com diferenças em relação à  Stratocaster como a construção com braço inteiriço (Neck-thru) e muitas vezes uma ponte flutuante Floyd Rose com bloqueio duplo (double-locking), bem como madeiras de primeira linha que fez a "soloist" de guitarra de alta qualidade.
Como a década de 1980 trouxe ao mundo o fenômeno "Shred", a soloist foi muito elogiada no  rock e  Metal especialmente por  guitarristas solo.

## História

### Primeiros anos
Há exemplos da ideia da Soloist em dias anteriores da Jackson se tornar oficialmente uma companhia e apenas um projeto paralelo de Grover, enquanto ele liderava a produção da Charvel. Os primeiros exemplos tinha braço colado ao corpo, corpos no formato  Stratocaster, Mão ou paleta ("Headstock") do modelo  Explorer, e muitas partes da Charvel como tremolos antigas. Nos primeiros dias da Jackson como empresa, o estilo Soloist não era o oficial. Esses modelos têm, frequentemente, variações em itens que mais tarde tornaram-se padrão como tamanho, forma e posicionamentos dos controles.

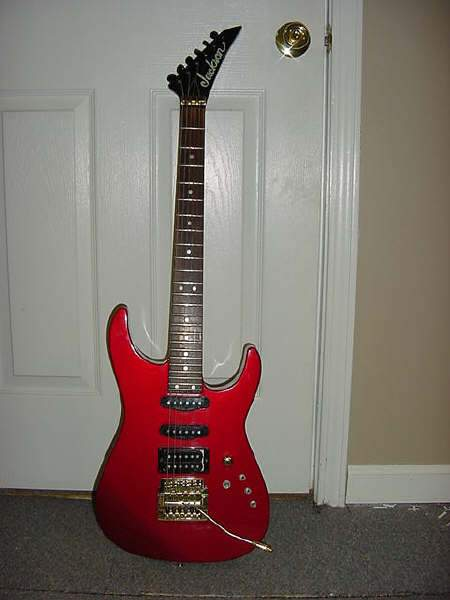
Esta Soloist Student foi concluída no mesmo dia como que a primeira Soloist oficialmente registrada em 28 de agosto de 1984

A primeira Soloist oficial foi a serial #J0158 completada em 28 de agosto de 1984 (embora mais tarde guitarras numeradas em série foram concluídas uma semana e meia mais cedo). Antes do estilo Soloist guitarras eram chamadas de "Custom Strat" ou "Neck-Through Body Strat". Os primeiros modelos eram tipicamente verdadeiras guitarras personalizadas que não seguem nenhum padrão real. Com o tempo a especificação de fábrica da J0158 era utilizada como base e padrão em todas as guitarras encomendadas com, apenas, mudanças quando especificada pelo cliente.

#### Plataformas Originais
- A Soloist Custom: Padrão braço inteiriço, 24 trastes, escala de ébano, marcação "Dente de Tubarão" em pérola genuína, com friso no braço e na mão (headstock).
- A Soloist Student: Padrão braço inteiriço, 24 trastes, escala de jacarandá, marcação de ponto em pérola genuína.

O propósito pretendido do modelo era ser similar à Gibson Les Paul Standart (Student, neste caso) e Les Paul Custom. As definições não fazem um instrumento ser inferior ao outro, mesmo por que os dois são feitos exatamente do mesmo jeito.

#### Opções Originais
Originalmente, o cliente tinha a opção de 3 pontes diferentes:
- Ponte flutuante Floyd Rose;
- Ponte  Kahler;
- String through the body (cordas através do corpo) (estilo Rhoads)

As opções de  Captadores eram vastas. Um cliente poderia ter qualquer configuração e qualquer marca. O tipo de captador padrão foi Seymour Duncan desde 1985, quando a empresa começou usando captadores próprios como padrão.
Os tipos de acabamentos eram praticamente ilimitados. Embora as cores-padrão foram Rosa Metálico,Vermelho Ferrari,Marfim e Preto, qualquer cor personalizada ou aerografada estava disponível para acrescentar.

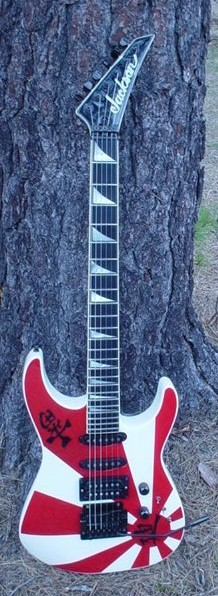
Esta 1985 Soloist Custom possui um acabamento Rising Sun com letras gráficas.

Alguns itens foram alterados para ajudar a cortar custos e acelerar a produção. Um exemplo dessa mudança foi em meados da década de 1980, quando as pontas do friso com o traste foram tiradas para economizar tempo. Os captadores próprios da Jackson também se tornaram padrão. Braço também foram alteradas a partir de um estilo de laminados (longarinas) no início do ano para uma única peça de madeira para evitar desperdício.
1986 foi o ano que a empresa se mudou de  Glendora, Califórnia para Ontario, Califórnia. Em 1987, eles começaram a usar um tremolo no estilo Floyd Rose feito na Ásia, com seu nome na placa. Ainda era possível comprar uma ponte Floyd Rose ou Kahler, mas o JT-6 Jackson era o padrão. Uma maneira rápida de diferenciar as diferentes pontes era olhar para a pestana com trava estava mais longe da escala. Se a pestana era primária com parafusos que atravessavam o braço, era equipada de fábrica com uma ponte Floyd Rose. Se tinha um grampo atrás da pestana e montado na superfície, era equipada com uma JT6.

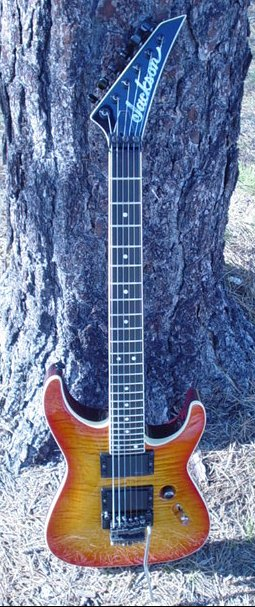
Essa é uma Soloist com tampo arqueado (archtop) de 1987. Ela possui escala de jacarandá, corpo de mogno e um tampo "flamed maple". O acabamento é em laca nitrocelulose.

Também foi lançada a Soloist com tampo arqueado (ArchTop). As escalas, no começo, foram feitas com jacarandá brasileiro, tampo de "Flamed-Maple" e braços e corpo de mogno. Acabamentos gráficos eram muito populares na época. A lista de estilos comuns é longa e estilos únicos ainda mais. Os captadores próprios tornaram-se padrão no início de 1985, e controles "mid-boost" foram introduzidos em muitas guitarras.
Captadores eram enrolados a mão pela funcionária da ex- Fender Abigail Yabarra, sendo descoberta pelo fundador da Fender Custom Shop John Page que visitou Jackson no início dos anos 90 para comprar sua "então não utilizada" máquina de enrolar captadores e achou-a trabalhando lá. Ela foi contratada por Jackson em 1985, quando a fábrica da Fender fechou e quando Fender foi vendida pela  CBS para FMIC. Os captadores Masterwound caros foram enrolados por ela e, possivelmente, com a mesma máquina desde meados da década de 1980.

### Era de produção

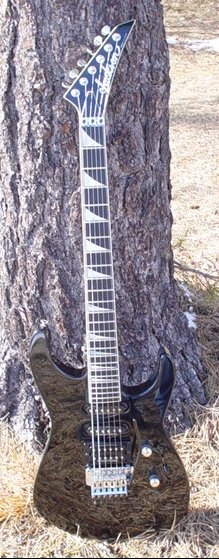
Esta é uma Soloist "Shannon" de 1998. Uma edição limitada assinada por Mike Shannon.

Até este ponto essas guitarras eram feitas sob encomenda e a cada uma foi dado um número de série que correspondia com uma ordem de trabalho detalhada. A próxima grande mudança ocorreu em 1990. Nessa época a empresa decidiu propor uma produção em série de Soloists ao invés de produzi-las sob encomenda. Estas eram  marcadas pelo código de número serial UO. O código J+4 algarismos continuaram apenas nas Custom Shop.
Vários modelos diferentes foram divulgados na década de 1990. Ela também viu a introdução das Jackson Soloista importadas naquele momento. As pontes JT6 foram abandonadas em favor da Schaller estilo Floyd Rose, que está embutido no corpo da guitarra. Mais no fim da década, a genuína ponte Floyd Rose retornou.

## Identidade Básica
O logo doméstico da paleta (headstock) terá "Made in USA" abaixo ou ao lado dele. Guitarras com os logos "Professional" e "Performer" são sempre importadas. O número de série da série USA J terá sempre 4 ou 5 dígitos, mas qualquer um a mais indica que a guitarra é importada. Modelos "Archtop Soloist" tem um JA + 4 algarismos no número de série.
Para os anos 80, as duas classificações padrão eram a "Student" e a "Custom". Modelos "Student" vinham com escala de jacarandá e marcações em pontos. Modelos "Custom" vinham com escala de ébano, marcações em "Dente de Tubarão" e friso no braço e na paleta. Há muitos exemplos que variam a linha. Muitas vezes pode-se encontrar exemplos com material alternativo na escala, ou a "Student" pode ter friso. Lembre-se de que qualquer opção estava disponível para pedir.
Os modelos Soloist tem sempre construção com braço inteiriço. "Jackson Guitars" fabrica corpos de guitarras com a forma do corpo da Soloist, mas com o braço parafusado nele. Estas são conhecidos como modelo  Dinky.

## O Legado
A Soloist é, talvez, o projeto de guitarra dos anos 1980 menos valorizado. Ao contrário de muitas guitarras que foram variações sutis de modelos antigos da Gibson e Fender, a Soloist adotou o tipo de construção de "braço inteiriço" (neck-through), emparelhado com a confortável e familiar forma Fender com especificações de braço, trastes e eletrônica da Gibson. Foi a fusão perfeita entre o antigo e o novo ao fazer um produto final único em tom e a sensação como nenhum outro. Fender, Gibson, e  Martin (também conhecido como o Big 3) todas propuseram uma cópia bastante direta da Soloist no passado. Inúmeras empresas nacionais e estrangeiras prosperaram construindo cópias das guitarras Soloist.
Guitarras que se tornaram mais famosas que a Soloist, como a série RG Ibanez e a série ESP M, provavelmente, não existiriam hoje se não fosse pelas inovações da Soloist postas em prática.

## Modelos Atuais

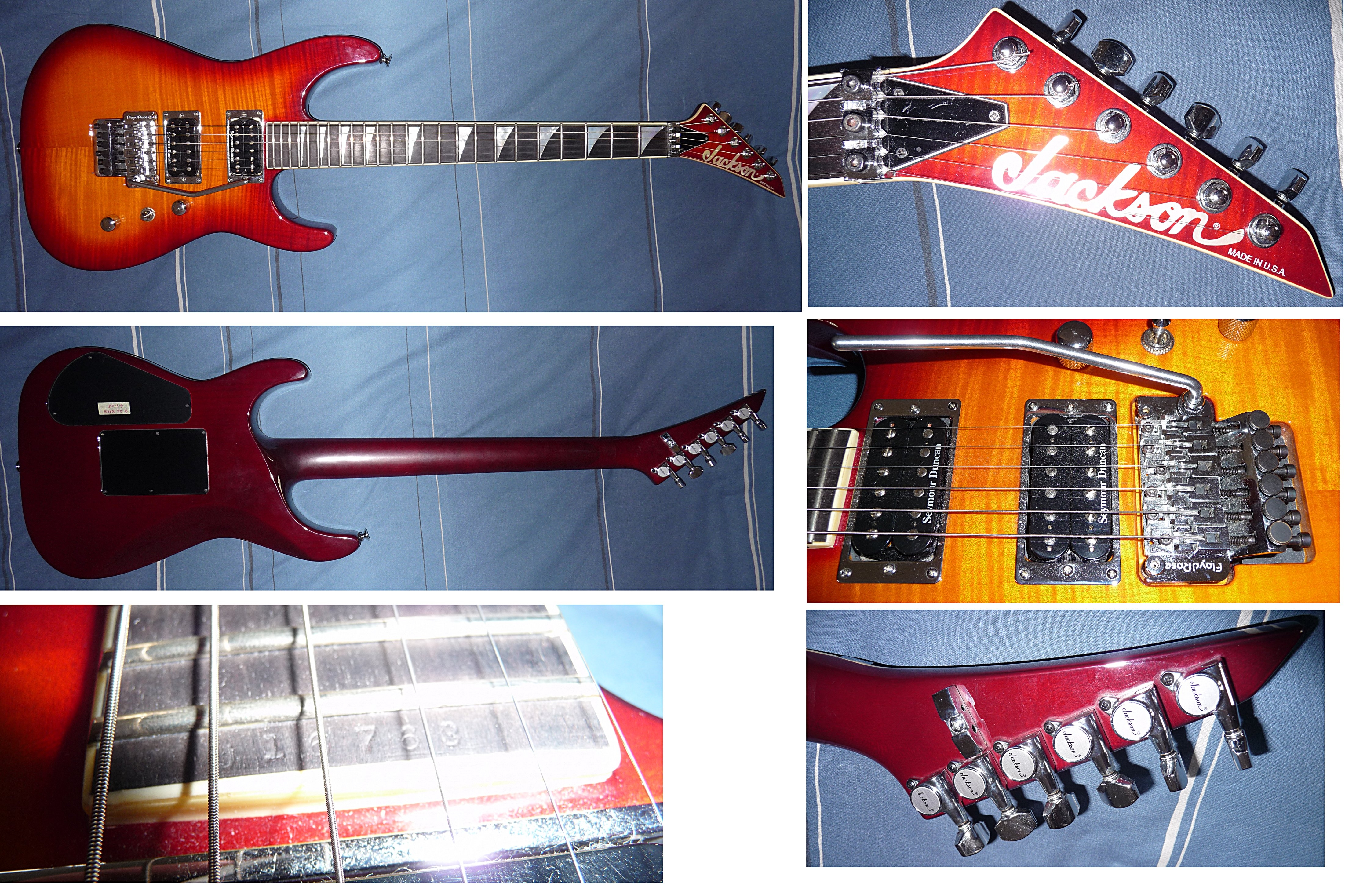
Jackson Soloist SL-2h Burnt Cherry SUnburst U.S.A

Há muitas variações no projeto básico da Soloist em produção, mas eles podem ser divididos em quatro grupos básicos:SL1,SL2,SL3 e SLSMG.

### SL1
A SL1 é o modelo principal da Soloist. Ela tem um corpo de amieiro entrecortado por um bordo Quartersawn no braço inteiriço. A escala com friso é feita de ébano e tem 24 trastes jumbo e marcação triangular "dente de tubarão". A SL1 usa uma ponte original Floyd Rose com "double-locking".
Ele também tem a configuração HSS de captação Seymour Duncans, com os captadores do braço e do meio sendo "single-coils", enquanto que o captador de ponte é um TB-4 Jeff Beck "Trembucker". O SL1T é a mesma guitarra, exceto pela adição de uma ponte fixa. Todos as SL1s são feitas nos Estados Unidos.

### SL2H
A SL2H (a "SL2" é um modelo diferente que foi produzida nos anos 1996-1997) tem as mesmas características da SL1, exceto pela configuração dos captadores. A guitarra é constituído da mesma madeira, 24 trastes, braço inteiriço, mesma ponte, etc. Ao contrario da SL1, a SL2H só tem 2 captadores Seymour Duncan pickups nas posições braço e ponte. Além disso, a SL2H usa uma uma chave seletora de 3 posições ao invés de um seletor de 5 posições em lâmina encontradas na SL1 e SL3. O SL2H apresenta uma ponte original Floyd Rose, enquanto o SL2HT usa uma ponte fixa.
O SL2H-MAH é feita toda em mogno (braço e laterias do corpo), com um acabamento de pintura transparente sobre o corpo e a paleta. Todas as SL2Hs são feitos nos Estados Unidos.
A SL2 é, de novo, mais uma Soloist com construção de braço inteiriço feita E.U.A. (todas as Soloist são com braço inteiriço). A SL2 pode ser considerada uma versão mais modesta da SL2H, feita de braço de bordo (maple) e laterais de álamo (poplar), com a escala em ébano marcações opcionais Dente de Tubarão. A maioria delas tinha um braço simples sem marcações incrustadas. A ponte é uma Jackson-Floyd Rose licenciada dupla "double-locking" JT-580, que é amplamente utilizada em Jacksons de fabricação Japonesa. O logotipo Jackson não é de madrepérola na SL2s enquanto o é na SL2Hs.

### SL3
A SL3 pertence a série de guitarras "Jackson Pro Series". O corpo é feito de amieiro (Alder) e inclui um tampo "flamed maple" e acabamento em verniz transparente. A SL3 apresenta a configuração tradicional da Soloist com dois captadores single-coil para as posições do braço e do meio e um humbucker na posição da ponte. Os Seymour Duncan Hot Rails são montados nas cavidades de bobina simples e um Seymour Duncan Humbucker JB ocupa a posição de ponte. Os recursos adicionais incluem uma ponte FRT-02000 com "double-locking", 24 trastes, uma escala de jacarandá com raio composto, marcações Dente de Tubarão e a paleta com acabamento igual ao do corpo. As Jackson SL3s são fabricadas no Japão. Há também uma recente versão MG dele, SL3MG, que tem as mesmas características mas com captadores EMG 81/85.

### O SLSMG
A SLSMG (Super Leve Soloist MG) é o lançamento do modelo Soloist e pertence as "Jackon's MG guitars series". Ela apresenta o projeto com braço inteiriço, que é obrigatório para qualquer soloist. Em paralelo à descontinuidade da SLS, a SLSMG é um dos poucos modelos Soloist que não apresentam a tradicional "headstock" (paleta) da Jackson com as seis tarraxas em linha. Ao invés disso a paleta é equipada com três tarraxas de cada lado. Modelos lançados antes de julho de 2006 tinham captadores passivos EMG HZ-H3 enquanto os modelos lançados após esta data estão equipados com EMG ativo 85S e 81S na ponte e na posição do braço. O corpo esculpido da SLSMG é feito de mogno. O projeto de cordas atravessando o corpo faz a SLSMG uma das poucas Soloist sem ponte Floyd Rose. Todas as SLSMGs são fabricadas no Japão.

### A MG Chicago
A Jackson fez brevemente uma parceria com a Washburn International, com sede em Vernon Hills, Illinois e por um curto período de tempo fabricou uma versão da modelo MG em Elston Avenue, no centro de Chicago. Modelos complementares da MG foram importados para Washburn com as especificações da Jackson. Naquela época, a Jackson começou a experimentar com equipamentos CNC a personalizar a geometria do pescoço segundo as exigências de vários artistas. Outros componentes MG foram precisamente usinados com CNC por um fabricante de escadas local, resultando em alta precisão, montagens MG repetível.